# 社畜! 修羅コーサク
『社畜! 修羅コーサク』（しゃちく しゅらコーサク）は、江戸パインによる日本の漫画作品。『ヤングマガジンサード』（講談社）にて、2016年Vol.4から2017年Vol.4まで連載された。
ひたすら会社のために尽くすサラリーマンの過酷な日常を描いたコメディ作品。弘兼憲史の漫画『課長島耕作』のパロディであり、福岡県福岡市の文化や生態を戯画化した内容となっていることから、第1巻の帯には弘兼から「私は許したから、みなさんも許してやってほしい」という推薦文が寄せられた。
なお、単行本第2巻において『週刊ヤングマガジン』（同社刊）にリニューアル移籍するため充電中という発表がされ、2017年6月時点では休載となっている。

## あらすじ
武辣苦（ブラック）商事東京本社に勤めるサラリーマン・図画コーサクが左遷され、Fuckokaの墓多に向かうところから話が始まる。図画は墓多へと降り立った早々、暴力がすべてを支配するという異文化の洗礼を受けるが、これまで培ってきた社畜スピリットを糧に歩みだす。
こうした中、図画は社内や取引先でのさまざまなトラブルに巻き込まれるも、持ち前の社畜スキルをいかんなく発揮して危機を乗り越え、人々の信頼を勝ち取っていく。

## 登場人物

### 武辣苦商事
図画 コーサク（ずが コーサク）
この作品の主人公。武辣苦（ブラック）商事・墓多死社第四事業部に勤務している。
東京から無法の地・Fuckokaに左遷されたサラリーマンであり、さまざまな社畜スキルを駆使して、あまたの困難を乗り越えていく。 風速50メートルの台風を物ともせず出社し、上司や取引先からの無茶ブリにも喜々として応じる社畜の鑑のような存在だが、その裏では自身が墓多に左遷されるきっかけとなった巨額横領事件の謎を追っている。
後輩の二階堂からはリモータンの地下工場に監禁された時の縁で慕われており、彼からは当時の通称「粉長」と呼ばれているが、その名で呼ばれるのは嫌いらしくグーパンを浴びせている。
世紀松（せいきまつ）
図画と同じ部署に所属する先輩。通称、ボス。凶悪な人相とモヒカン刈りが特徴。金砕棒を常に持ち歩いている。墓多のチンピラをまとめる顔役であり、地域住民は彼の意向に逆らえず戦々恐々としている。Fuckoka冥菓のぴよこにこだわりがあるらしく、図画から東京銘菓と称してぴよこを贈られると、激高してみせた。
明美（あけみ）
図画と同じ部署に所属するお局ゴリラ。比喩的な意味ではないゴリラそのものである。丁重に扱ううちは大人しいが、粗末に扱うと途端に災いを招くといい、社内では神のごとく恐れられている。図画は出社早々に彼女から気に入られてしまうという試練に直面するも、なりふり構わない社畜リサーチによって紫色と大の占い好きであることが判明、からくも懐柔を果たす。
ファック山 はさまる（ファックやま はさまる）
図画と同じ部署に所属する先輩。オシャレかつイケメンで女子社員からの人気も高いが、実は元ヤンキー。
熱く語りだすと「ファック」という単語を連発するため会話内容の解読が困難となる。ファックトークを理解できるものはFQ（不良指数）120以上の者のみとされている。そんな性格のため後輩からは恐れられているが、基本的に面倒見は良く、バランス釜を巡る対話を通じて図画と意気投合する。
一方、自分の担当していた取引先が図画に引き継がれることになり、その焦りから彼を接待の場で罠にはめようと画策するも、取引先の太良子部長に看破されたうえに、亡巣の亡者の餌食となり川底に沈む。
鈍沢（どんたく）
図画の所属する第四事業部の部長。過酷なサラリーマン人生を、上司に媚びへつらい部下につらく当たることで乗り切ってきた。あらゆる話題を自分の物にすり替え、なおかつ激しい知ったかぶりを繰り返すため、部下からは恐れられている。
Q州に伝わる伝統芸能「よかちん音頭」は彼の十八番となっており、女子社員からは忌み嫌われている。
二階堂 吉四六（にかいどう きっちょむ）
墓多死社に中途採用された図画の後輩。もともと烈怒商事に勤務していたが、3年前にリモータンの地下工場に監禁され、粉奴隷として虐げられていたところを、図画の雄姿に感銘を受けて密かに脱出を図る。特技は頓智という名の屁理屈。墓多死社の入社試験では一旦落とされるも、持ち前の頓智と、図画の社畜スキルもあって採用を勝ち取る。

### 墓多の人々
太良子（たらこ）
大手明太子ブランド「MENTAI」の部長。礼儀や形式を重んじる性格で、ファック山の策謀により接待の場で粗相を繰り返す図画に不快感をあらわにするも、図画の渾身の謝罪や、消しゴムでできたイカ刺しやもつ煮、輪ゴムでできたラーメンを食そうとする図画の生真面目さに心を打たれてすべてを水に流す。
リモータン
墓多民の権威の源である白い粉を生産するE友製粉所社長。サングラスに花の被り物姿の男。取引と称して商社マンたちに宴会芸を強要し、従業員のおばちゃんの御眼鏡にかなった者のみに白い粉を卸している。その一方、すべった商社マンたちを地下に監禁し、彼らを「粉奴隷」と名付けて過酷な労働を強いて白い粉を精製している。粉奴隷を一致団結させて至高の粉を挽いた図画にただならぬものを感じ、自分の後継者に指名するも逃げられる。
墓多のあま王（はかたのあまおう）
墓多のビジネス界を操る大物。図画の左遷のきっかけを作ったと見られている。

## 用語
墓多
図画が左遷されてきたFuckokaの都市。街を見下ろす山は噴火し、道端の木には吊るされた死体や、パイナップルがなるという温暖な気候である。ゲリラ豪雨や台風が襲来すると、有明海に生息する奇形化したワラスボが街に大量に降り注ぐこともある。
「嫁が女子高生」という理由だけで住民が磔にされ石打ちにされるという非情の世界であり、街は物乞いをする子供であふれ、リモータンの経営するE友製粉所のように自社製品の製造と称して公然と拉致監禁や強制労働が行われている。
周辺地域では白い粉が主要な食文化として重宝されており、粉の枯渇は死を意味するともいう。また、カントリーマアムの本土からの供給は停止されており、地域内では高額で売買されている。
亡巣
日本屈指の歓楽街。元締めは閻魔様。那珂川と博多川の川底は亡者の巣窟となっており、屋台で「食べきれない」と口走った日には川底に引きずり込まれ石に変えられてしまう。

## 書誌情報
- 江戸パイン『社畜! 修羅コーサク』 講談社〈ヤンマガKCスペシャル〉、全2巻
  1. 2016年9月20日発売[講 1] ISBN 978-4-06-382853-5
  2. 2017年4月20日発売[講 2] ISBN 978-4-06-382958-7

#### ヤンマガKCスペシャル
1. ↑  “『社畜! 修羅コーサク 1』”. 2022年11月18日閲覧。
2. ↑  “『社畜! 修羅コーサク 2』”. 2022年11月18日閲覧。